# رقصیدن (ترانه)
رقص (انگلیسی: Dançando) نام ترانه ای با حضور شکیرا می باشد که در ۱۶ ژانویه ۲۰۱۳ توسط یونیورسال میوزیک گروپ منتشر شد.